# Junan
Junan (kitajsko: ; pinjin: Yunnan), tudi Junnan, je celinska provinca na jugozahodu Ljudske republike Kitajske.
Obsega približno 394.000 kvadratnih kilometrov in ima 48,3 milijona prebivalcev (stanje leta 2018). Glavno mesto province je Kunming. Pokrajina meji na kitajske province Guidžov, Sečuan, avtonomni regiji Guangši in Tibet ter na države jugovzhodne Azije: Vietnam, Laos in Mjanmar. Junan je bila leta 2014 četrta najmanj razvita provinca na Kitajskem glede na dohodek na prebivalca.
Junan leži v gorskem območju, z visokimi nadmorskimi višinami na severozahodu in nizkimi vzpetinami na jugovzhodu. Večina prebivalcev živi v vzhodnem delu province. Na zahodu se višina lahko razlikuje od gorskih vrhov do rečnih dolin kar za 3000 metrov. Junan je bogat z naravnimi viri in ima največjo raznolikost rastlinstva na Kitajskem. Od približno 30.000 vrst višjih rastlin na Kitajskem, jih ima Junan morda 17.000 ali več. Zaloge aluminija, svinca, cinka in kositra so največje na Kitajskem, poleg tega pa obstajajo tudi velike zaloge bakra in niklja.
Cesarstvo dinastije Han je najprej vzpostavilo diplomatske odnose s provinco konec 2. stoletja pred našim štetjem in postala je del Svilne ceste do Bhitargarha v Bangladešu. Postala je sedež kitajsko-tibetanskega kraljestva Nandžao (pinjin: Nanzhao) v 8. stoletju. Nandžao je bilo večetnično, a elita je najbolj verjetno govorila severno narečje Ji. Mongoli so osvojili regijo v 13. stoletju, z lokalnim nadzorom, ki so ga izvajali vojaki stari do tridesetih let. Od dinastije Juan naprej je bilo območje del gibanja prebivalstva, ki ga podpirala osrednja vlada proti jugozahodni meji, z dvema glavnima valoma priseljencev, ki so prihajali iz večinskih območij na severu in jugovzhodu Kitajske. Japonska okupacija na severu med drugo svetovno vojno je, tako kot v drugih delih jugozahoda Kitajske, prisilila k selitvi večinskega prebivalstva Han v to regijo. Ta dva valova migracij sta prispevala k temu, da je Junan ena od najbolj etnično raznolikih provinc Kitajske, pri čemer je okoli 34 odstotkov celotnega prebivalstva pripada etničnim manjšinam. Med večjimi etničnimi skupinami so Ji, Baj, Hani, Džuang, Daj in Mjaoji.

## Zgodovina
Okoli leta 109 pr. n. št. si Hani podredili lokalne vladarje današnjega Junana in jih ohlapno vključil v Kitajsko. Arheološka izkopavanja v Šisdžajšanu (pinjin: Shizhaishan) v 1950-ih so razkrila pomembne najdbe, tako da se danes oblikuje zlasti kultura Djan. Po navedbah kitajskih virov (Sima Čjan) se zgodba o Djanih začne s čuenskim generalom Džuang Čjaom (pinjin:  Zhuang Qiao), ki se je naselil v vzhodnem Junanu in tam ustanovil kraljestvo (konec 4. stoletja pr. n. št.). Okoli leta 109 pr. n. št. so Diani bili v kampanji priključeni k Han Kitajski, poraženi kralj pa je prejel naslove, pečate in vojaško pomoč proti sosednjim plemenom. Podobno je bil ustanovljen sedež Jidžov (pinjin: Yizhou).
Po koncu dinastije Han so se pri vladanju zamenjali kitajski agenti in različni lokalni voditelji. V literarnem smislu so dejanja kitajskega ljudskega junaka Džuge Ljang (181-234, zastopal Šu Hana) in njegovega nasprotnika Meng Huoja, toda na splošno je kitajska vladavina na tem področju ostala posredna in šibka. Poleg tega so v tem obdobju potekala različna migracijska gibanja, ki so bila usmerjena predvsem na jug, saj je bilo na voljo več in bolj svobodnih zemljišč.
Z združitvijo Kitajske pod dinastijama Sui in Tang, se je povečal tudi pritisk na današnji Junan. Dvor je med drugim želel nadzorovati trgovino v Indijo, napotil je vojake proti kuanskemu prebivalstvu in sprejel stališče lokalnih manjših knezov. Leta 621 je bila v Junanu ustanovljena prefektura, vendar je vladavina Kitajske trajala le do leta 750. V tridesetih letih 8. stoletja je lokalni princ Pilugoe na banketu izločil svoje tekmece in ustanovil kraljestvo Nandžao, večnacionalno državo. To se je uveljavilo (s podporo Tibeta) okoli leta 750 vojaško proti Tang Kitajski in nato v 9. stoletju začasno vključeval dele Burme, Tajske, Vietnama in celo Sečuana. V 10. stoletju je bila po ponovnih spremembah dinastije po Duanu Sipingu (članu Baj) ponovno imenovana Kraljevina Dali.
Neodvisnost države so leta 1253/4 končali Mongoli pod kraljem Kublajkanom, ki naj bi z minimalnim prelivanjem krvi osvojil prestolnico Dali in kralja postavil za vazala. Leta 1274 je v Junan prišel civilni guverner Sayyid Ajall Shams ad-Din Umar, katerega videz ni pomenil le dokončne priključitve Kitajski, temveč tudi uvedbo islama.
Ko so sredi 14. stoletja strmoglavili mongolsko oblast, je provinca Junan sprva ostala razmeroma tiha in neopažena: dinastija Ming je napredoval šele leta 1382 in lokalni mongolski princ Basalavarmi si je vzel življenje. Med stabilizacijo svojega režima so Mingi konec 14. stoletja preselili milijone nezaželenih ljudi iz regije okoli Nankinga v Junan, zlasti v Kunming. S prakso ustanavljanja vojaških kolonij (tuntjan) je kitajsko prebivalstvo hitro naraščalo, prednostno se je širilo po dolinah in depresijah ter domorodno prebivalstvo izrivalo v gore. Kljub temu je jug province še vedno ostal razmeroma.
Potem ko je Mandžu strmoglavil južni Ming, se je uspešni general Vu Sangui osamosvojil v Kunmingu in tam ustvaril nekakšno kraljestvo, ki je bilo ponovno vključeno šele leta 1681.
V 19. stoletju so kitajsko cesarstvo pretresali številni notranji nemiri, tudi v Junanu, kjer so prvi muslimanski upori izbruhnili že v letih 1818 in 1834–40. Hkrati z vstajo Tajping, je bila leta 1853 velika vstaja muslimanov, tako imenovani upor Panthaj. Med uporniki je prevladoval neki Du Venšju, ki je vladal kot sultan v Daliju in poslal tudi veleposlanika v Veliko Britanijo. Toda uporniki niso mogli zadržati Kunminga in leta 1872 so Junan končno prevzele cesarske sile. Med to vstajo je bilo ubitih milijon ljudi. V naslednjih desetletjih provinca ni nikoli več počivala.
Leta 1894 je George Ernest Morisson, avstralski dopisnik ‘’Timesa’’, potoval iz Pekinga v Burmo pod britansko vlado prek Junana. Njegova knjiga zelo podrobno opisuje njegove vtise.
Po padcu imperija in propadu centralne moči, ki se je začel z njim, so v prvi polovici 20. stoletja province vladali poveljniki. Tang Čijao je okoli leta 1920 kontroliral Junan, okoli leta 1926 pa je nadzoroval tudi sosednjo provinco Guidžou. V Guidžouju je po letu 1935 prevladovala vlada Kuomintanga, v Junanu pa je kljub Burmanski cesti, ki je bila za nacionaliste strateško pomembna, regionalni general Lung Jun ostal na oblasti do leta 1945.

## Geografija
Junan je provinca, ki predstavlja najbolj očitne kulturne in geografske razlike na Kitajskem. Za provinco je značilna zelo velika biotska raznovrstnost. Zadnjih 250 divjih slonov na Kitajskem živi v Junanu in je pod strogim varstvom. Za naravne enote je značilen kontrast med zasneženimi gorami in visokogorskim rastlinjem ter dolinami s subtropsko do tropsko vegetacijo.

### Reke
Skozi provinco teče več glavnih rek:
- reka Jangce (長江 / 长江, Cháng Jiāng), največja kitajska reka, ki se izliva v Vzhodnokitajsko morje blizu Šanghaja,
- Zgornji tok reke Mekong, ki se na kitajskem območju imenuje Lancang Džjang (瀾滄江 / 澜沧江, Láncāng Jiāng), in teče skozi Laos, Kambodžo in Vietnam ter se izliva v Južnokitajsko morje,
- Rdeča reka (元 江, Yuán Jiāng), ki teče skozi severni Vietnam (vključno s Hanojem) in se izliva v Južnokitajsko morje,
- Salven (怒江, Nù Jiāng), ki teče dolvodno skozi Mjanmar (Burma) in se izliva v Andamansko morje.

### Meje
Junan meji na Avtonomno regijo Tibet (Xīzàng Zìzhìqū, 西藏自治区) in Guangši (Guǎngxī Zhuàng Zìzhìqū, 广西壮族自治区) ter provinci Sečuan (Sìchuān, 四川) in Guidžov (Guìzhōu, 贵州). Sosednje države so Vietnam, Laos in Mjanmar (Burma). Bližina jugovzhodne Azije zagotavlja raznolike kulturne vplive in medsebojne odnose.

## Narodni parki
- Narodni park Pudacuo, odprt 2007 v okrožju Šangri-La (pinjin: Shangri-La)
- Narodni park Laodžunšan (老君山国家公园; pinjin: Laojunshan), v prefekturi Lidžjang (pinjin: Lijiang), čaka na odobritev[11]

### Unescova svetovna dediščina
- Staro mesto Lidžjang (Old Town of Lijiang), od leta 1997 kot kulturna dediščina[12]
- Zavarovana območja v narodnem parku treh vzporednih rek v provinci Junan (Three Parallel Rivers of Yunnan Protected Areas), od leta 2003 kot naravna dediščina[13]
- Južnokitajski kras (South China Karst), od leta 2007 kot naravna dediščina[14]
- Kulturna krajina Hanov (Cultural Landscape of Honghe Hani Rice Terraces), od leta 2013 kot kulturna dediščina[15]

- Riževe terase
- Samostan Ganden Sumtseling v Šangri-La (Džongdjan)
- Manjšina Ji v narodnih nošah

## Demografija
Junan je kitajska provinca z največjo etnično raznolikostjo. Približno 38 % prebivalstva te države, ki jo gorski grebeni delijo na majhna območja, pripada narodnostnim manjšinam. Sem spadajo naslednja ljudstva in etnične skupine: Ji (10,9 % celotnega prebivalstva), Baj (3,6 %), Hani (3,4 %), Daj (2,7 %), Džuang (2,6 %), Mjaoji (2,6 %), Hui (1,5 %), Lisu (1,5 %), Lahu (1,1 %), Va, Našji, Mosuo, Jao, Tibetanci, Džingpo, Blang, Primi, Nu, Ačang , Džino, Mongoli, Derung, Manču, Sui in Boudžeji.
Konec 19. stoletja so Hui (Panthaj) in druga muslimanska ljudstva na Kitajskem predstavljali več kot 31 % tedanjega prebivalstva (3,75 milijona od 12 milijonov prebivalcev). Danes je le 1,5 %.
Od 55 uradno priznanih etničnih skupin na Kitajskem jih 36 živi v Junanu.
Leta 2013 je bila povprečna pričakovana življenjska doba 69,5 leta, kar je pod kitajskim povprečjem.

### Prebivalstvo
Razvoj prebivalstva v provinci od leta 1964..
| Leto        | Število preb. |
| ----------- | ------------- |
| Stanje 1954 | 17.472.737    |
| Stanje 1964 | 20.509.525    |
| Stanje 1982 | 32.553.817    |
| Stanje 1990 | 36.972.610    |
| Stanje 2000 | 42.360.089    |
| Stanje 2010 | 45.966.766    |
| Ocena 2016  | 47.710.000    |

## Upravna delitev
Junan sestavlja šestnajst enot na prefekturni ravni: osem prefekturnih mest in osem avtonomnih prefektur:
| Kunming Čudžing Juši Baošan Džaotong Lidžjang Pu'er Lincang Čušiong AP Honghe · AP Venšan · AP Šišuangbanna · AP Dali · AP Dehong · AP Nudžjang · AP Dečen (Dičing) · AP |                                  |               |                   |                  |         |        |                  |               |
| Koda enote | Enota                            | Območje v km2 | Prebivalstvo 2020 | Sedež            | Enote   | Enote  | Enote            | Enote         |
| Koda enote | Enota                            | Območje v km2 | Prebivalstvo 2020 | Sedež            | Okrožja | Okraji | Avtonomni okraji | Okrajna mesta |
| 530000 | Provinca Junan                   | 394000,00     | 47.209.277        | Kunming          | 17      | 65     | 29               | 18            |
| 530100 | Kunming                          | 21.001,28     | 8.460.088         | Okrožje Čengong  | 7       | 3      | 3                | 1             |
| 530300 | mesto Čudžing                    | 28.939.41     | 5.765.775         | Okrožje Čilin    | 3       | 5      |                  | 1             |
| 530400 | mesto Juši                       | 14.941,53     | 2.249.502         | Okrožje Hongta   | 2       | 4      | 3                |               |
| 530500 | mesto Baošan                     | 19.064,60     | 2.431.211         | Okrožje Longjang | 1       | 3      |                  | 1             |
| 530600 | mesto Džaotong                   | 22.439,76     | 5.092.611         | Okrožje Džaojang | 1       | 9      |                  | 1             |
| 530700 | mesto Lidžjang                   | 20.557,25     | 1.253.878         | Okrožje Gučeng   | 1       | 2      | 2                |               |
| 530800 | mesto Pu'er                      | 44.264,79     | 2.404.954         | Okrožje Simao    | 1       |        | 9                |               |
| 530900 | mesto Lincang                    | 23.620,72     | 2.257.991         | Okrožje Linšjang | 1       | 4      | 3                |               |
| 532300 | Avtonomna prefektura Čušiong     | 28.436,87     | 2.416.747         | mesto Čušiong    |         | 8      |                  | 2             |
| 532500 | Avtonomna prefektura Honghe      | 32.167,67     | 4.478.422         | mesto Mengdzi    |         | 6      | 3                | 4             |
| 532600 | Avtonomna prefektura Venšan      | 31.409,12     | 3.503.218         | mesto Venšan     |         | 7      |                  | 1             |
| 532800 | Avtonomna prefektura Šišuangbana | 19.107,05     | 1.301.407         | mesto Džinghong  |         | 2      |                  | 1             |
| 532900 | Avtonomna prefektura Dali        | 28.299,43     | 3.337.559         | mesto Dali       |         | 8      | 3                | 1             |
| 533100 | Avtonomna prefektura Dehong      | 11.171,41     | 1.315.709         | mesto Mangši     |         | 3      |                  | 2             |
| 533300 | Avtonomna prefektura Nudžjang    | 14.588,92     | 552.694           | mesto Lušui      |         | 1      | 2                | 1             |
| 533400 | Avtonomna prefektura Dičing      | 23.185,59     | 387.511           | mesto Šangri-La  |         | 1      | 1                | 1             |

## Gospodarstvo
Leta 2015 se je gospodarstvo Junana uvrstilo na 23. mesto med kitajskimi provincami z BDP 1,37 bilijona juanov (220 milijard dolarjev). BDP na prebivalca je znašal 31.265 juanov (4.707 USD / PKM: 9.002 USD) na leto (30. mesto med kitajskimi provincami). Stopnja blaginje v provinci je bila tako približno enaka Jamajki in je znašala le 58 % kitajskega povprečja.
Čaj je eden najbolj znanih izdelkov. Slavni Pu'er čaj je dobil ime po mestu Pu'er. Črni čaji iz Junana se skoraj izključno izvažajo, vendar na mednarodnih trgih ne dosegajo tako visokih cen kot čaji iz sosednje province Sečuan. Kavo v Junanu gojijo od konca 19. stoletja, površine, ki jih zasedajo nasadi kave, so dosegle skoraj 25.000 hektarjev.
Junan je do leta 2016 zgradil sončni park s 3 GW.

## Turizem
Provinca Junan je zaradi svojih pokrajin, blagega podnebja in kulturne raznolikosti ena največjih kitajskih turističnih destinacij. Večina obiskovalcev je kitajskih turistov, čeprav potovanja v Junan organizira tudi vedno večje število tujih potovalnih agencij. Celinski turisti potujejo množično; 2,75 milijona Kitajcev oktobra med državnimi prazniki obišče Junan. Počasi se razvija tudi drugačen trend; majhnega in okolju prijaznega ekoturizma. Trenutno se projekti na tem področju pogosto ustanavljajo s pomočjo nevladnih organizacij.
Leta 2004 so prihodki od turizma znašali 37 milijard RMB in tako predstavljali 12,6 % deželnega BDP. Še en podatek, ki kaže na pomen turizma v provinci Junan, je glavno mesto Kunming, ki vsaki dve leti gosti China International Travel Mart. Ta turistični sejem je največji te vrste v Aziji in je pomembna platforma za strokovnjake v tem sektorju. V letu 2005 je bilo prisotnih več kot 80 držav in regij.
Turizem naj bi še naraščal. Leta 2010 je provinca sprejela več kot 2,3 milijona čezmorskih turistov, provincialni turistični urad Junan pa želi v okviru 12. petletnega razvojnega načrta za turizem pridobiti 4,3 milijona tujih prihodov. Mesto Kunming naj bi med letoma 2012 in 2016 dodalo 11 novih srednje do vrhunskih hotelov z okoli 4000 sobami.
Nature Conservancy in kitajska vlada sta se združila, da bi sklenila partnerstvo in raziskala možnost, da pustolovski turizem pripelje na reke jugozahodne Kitajske. Dvomesečna odprava bele vode je raziskala od Mesečeve soteske reke Mekong do Velikega ovinka reke Jangce. Odprava je partnerstvu zagotovila dragocene informacije in jih spodbudila, naj upoštevajo varnost, kulturo, ekonomijo in ohranitev province Junan. Ustvarjanje sektorja pustolovskega turizma bi prinesla dragocene gospodarske vire gospodarsko težavnemu prebivalstvu, ki se je nekoč zanašalo na dohodek od sečnje, preden je bilo to prepovedano zaradi krčenja gozdov.
Turistična središča v provinci Junan so:
- Dali, zgodovinsko središče kraljestev Nandžao in Dali.
- Čušjiong, prva postaja na poti do Dalija in Lidžjanga. Dom etnične manjšine Ji in njihovo starodavno mesto.
- Džinghong, središče in prestolnica avtonomne prefekture manjšine Šišuangbana.
- Lidžjang, mesto manjšine Našji. Od leta 1997 je na seznamu Unescove svetovne dediščine.
- okrožje Šjamgji'njilha (znano tudi kot Šangri-La in prej Džongdjan), etnično tibetansko okrožje in okrožje, visoko v jugozahodnih gorah Junana.
- Šilin , Kamniti gozd, niz kraških izdankov vzhodno od Kunminga.
- Juanjang, naselje manjšine Hani z velikimi riževo terasastimi gorami.
- Šišuangbana, nacionalno letovišče, znano po svojih naravnih in kulturnih znamenitostih.

## Znamenitosti
- Ribnik Črnega zmaja (kitajsko  黑龍潭; pinjin: Hēilóngtán); znameniti ribnik v slikovitem parku Džada (Yu Quan Gong Yuan) ob vznožju Slonovega hriba, kratek sprehod severno od starega mesta Lidžjang;
- Bajšuitaj (kitajsko: 白水台); vas med Lidžjangom in Šangri-La, blizu zgornje doline reke Jangce je znan po naravnih mineralnih terasah;
- Cangšan (kitajsko: 蒼山; pinjin: Cángshān); je pogorje takoj zahodno od Dalija, najvišji vrh, Malong, je 4122 m, vendar pogorje vključuje še 18 vrhov, ki so visoki nad 3.500 m;
- Jezero Erhaj (kitajsko: 洱海; pinjin: Ěrhǎi); je drugo največje gorsko jezero na nadmorski višini 1972 metrov z obsegom 116 km
- Kotlina Ganlan
- Park Zelenega jezera v mestu Kunming
- Snežna gora Žadastega zmaja (kitajsko玉龍雪山; pinjin: Yùlóng Xuěshān) je gorski masiv z najvišjim vrhom Šandzidov (陡 陡) in nadmorsko višino 5596 m
- Reka Lancang (Mekong)
- Park Manting (Čunhuan park) v Džinghongu
- Snežne gore Mejli v Dečjinu dosežejo 6000 m, najvišji vrh je Kavagebo, ki se dvigne na 6740 m
- Tempelj Pudžjan
- Naravni rezervat Sančahe v Džinghongu
- Šašji (kitajsko  沙溪), staro mestno jedro; Trg Sideng v mestu Šaši je bil leta 2001 dodan na seznam svetovnih spomenikov 100 najbolj ogroženih krajev
- Kamniti gozd (kitajsko 石林; pinjin: Shílín) opazen sklop apnenčastih tvorb, ki se obsegajo približno 500 km2; Od leta 2007 sta dva dela najdišča, Najgu kamniti gozd (乃 古 石林) in vas Suogeji (所 各 邑 村) del Unescove svetovne dediščine
- Tri pagode: tempelj Čongšeng (kitajsko: 崇 圣 寺 三塔; pinjin: Chóngshèng Sì Sāntǎ), skupina treh neodvisnih pagod, razporejenih na vogalih enakostraničnega trikotnika
- vroči vrelci Tengčong (kitajsko騰衝; pinjin: Téngchōng); kraj znan po svoji vulkanski aktivnosti
- Soteska Tigrovega skoka (kitajsko  虎跳峡; pinjin: Hǔ tiào xiá) je slikovit kanjon na reki Džinša, primarnem pritoku zgornje reke Jangce.
- Center za obiskovalce narave in kulture severozahodni Junan
- Šišuangbana tropski vrt
- Juantong (kitajsko圓通寺; pinjin: Yuántōng Sì), tempelj starodavni budistični tempelj v Kunmingu
- Muzej junanske province